# وادي شاب
وادي شاب؛ يعد من أشهر الوجهات السياحية في سلطنة عمان، ويعتبر من الأودية الجميلة التي تشتهر بها محافظة جنوب الشرقية، وقد انفرد هذا الوادي بموقعه المتميز على الطريق الساحلي الذي يربط كل من ولايتي قريات وصور، حيث جمع هذا الوادي بين الطبيعة الساحلية الجميلة والتكوينات الجبلية التي تحتضن الكثير من مقومات الجذب السياحي.

## نبذة عن الوادي
يعتبر وادي شاب مزارا منفردا تتصافح على أطرافه المياه العذبة المنحدرة من أعالي الجبال مع مياه البحر المالحة وذلك نتيجة قرب الوادي من البحر والذي بدوره ساعد في إيجاد التنوع البيئي الذي صاغت من خلاله الطبيعة مقومات انفرد بها عن باقي أودية سلطنة عمان، وعند التعمق وسط التكوينات الصخرية لهذا الوادي تبهرك تكوينة مجراه التي تكونت في الكثير من البرك المائية والأشكال الصخرية التي نحتتها عوامل التعرية المختلفة.

## موقعه
يقع الوادي بنيابة طيوي التابعة لولاية صور، والتي اكتست عراقته من جارته قلهات التاريخية التي يُذكر أنها أول عاصمة سياسية لعمان، وبها ضريح بيبي مريم المدرج ضمن قائمة التراث العالمي. يبعد وادي شاب عن محافظة مسقط تقريبا 140 كم متجها من مسقط الى ولاية قريات وصولا الى نيابة طيوي، مما شجع السياح لتكون وجهتهم الثانية بعد العاصمة مسقط، ويعتبر وادي الشاب وجهة مثالية للسياحة المتعددة مثل سياحة المغامرات وسياحة الاستجمام، كما أنها تناسب جميع الفئات شبابية كانت أو عائلات.

## معالم وادي شاب
يحوي الوادي على سبعة أحواض مياه خضراء صافية، وتنحدر مياهه العذبة من أعالي الجبال لتلتقي مع مياه البحر المالحة، ويحظى السائح بمتعة المشي بين المرتفعات الجبلية والطبيعة الخضراء. ويوفر هذا الوادي الخصب تباينًا صارخًا مع المناظر الطبيعية الصحراوية المحيطة به. وفي نهاية الوادي يوجد حمامان طبيعيان للسباحة والثاني يحتوي على كهف مع شلال.
توجد هناك في المنطقة القريبة من وادي شاب عده أماكن للإقامة منها منتجع وادي شاب وفندق سماء وادي شاب،وشاليهات وادي شاب القريبة من البحر، وكذلك المساجد مثل مسجد الخور، كذلك مسجد الشباب في نيابة طيوي، وهناك متنزه للأطفال، والعديد من المقاهي القريبة من البحر في نيابة طيوي.

## الأنشطة السياحية
الأنشطة السياحية والترفيهية التي يمكنك القيام بها في وادي شاب لا تعد ولا تحصى، ومنها على سبيل المثال:
- المشي والتنزه بين المسارات الطبيعية واستكشاف المناظر الطبيعية الخلابة، وتسلق الصخور واكتشاف أسرار الكهوف فهناك عدة كهوف يمكنك استكشافها برفقة مرشدين سياحيين.
- التخييم والنوم أسفل النجوم فالوادي يخصص أماكن مثالية للتخييم تتميز بالهدوء والسكينة.
- يمكنك ممارسة رياضة السباحة والتجديف في الوادي حيث يوفر أودية جميلة.

## وصلات خارجية
- موقع محافظة جنوب الشرقية
- موقع استكشف عمان